# Comté de Crawford (Wisconsin)
Pour les articles homonymes, voir Comté de Crawford.
Le comté de Crawford est un comté de l'État du Wisconsin, aux États-Unis, dont le siège est Prairie du Chien. Il comptait 17 243 habitants en 2000.

## Localités
| - Bell Center - Bridgeport - Clayton - Eastman (town) - Eastman - Ferryville - Freeman | - Gays Mills - Haney - Lynxville - Marietta - Mount Sterling - Prairie du Chien (town) - Prairie du Chien | - Scott - Seneca - Soldiers Grove - Steuben - Utica - Wauzeka (town) - Wauzeka |

## Source
- en:Crawford County, Wisconsin